# Número de Iribarren
En dinámica de fluidos, el número de Iribarren o  Parámetro de Iribarren, también conocido como Parámetro de similitud y Rompeolas de surf, es un  parámetro adimensional usado para modelar varios efectos de romper las  ondas de gravedad de la superficie en playas y estructuras costeras. El parámetro lleva el nombre del ingeniero español Ramón Iribarren Cavanillas (1900-1967), que lo introdujo para describir la forma de  rompeolas en playas con pendiente.
El número de Iribarren se usa, entre otras cosas, para describir los tipos de olas rompientes en las playas, las olas, rompeolas y diques.

## Definición
El número Iribarren, a menudo denominado como Ir o ξ - se define como:
| Símbolo                 | Nombre                                                | Unidad |
| ----------------------- | ----------------------------------------------------- | ------ |
| {\displaystyle \xi }    | Número de Iribarren                                   |        |
| {\displaystyle \alpha } | Ángulo de la pendiente hacia el mar de una estructura |        |
| {\displaystyle H}       | Altura de la ola                                      | m      |
| {\displaystyle L_{0}}   | Longitud de onda en aguas profundas                   | m      |

| Símbolo               | Nombre                              | Unidad |
| --------------------- | ----------------------------------- | ------ |
| {\displaystyle L_{0}} | Longitud de onda en aguas profundas | m      |
| {\displaystyle g}     | Aceleración de la gravedad          | m / s2 |
| {\displaystyle T}     | Periodo                             | s      |

Dependiendo de la aplicación, se utilizan diferentes definiciones de H y T , por ejemplo: 
- Para olas periódicas, la altura de la ola H0 en aguas profundas o la altura de la ola rompiente Hb en el borde de la zona de surf.
- Para ondas aleatorias, la altura de onda significativa Hs en un lugar determinado.

## Tipos de interruptores

Tipos de interruptores

El tipo de ola rompiente - derramamiento, hundimiento, colapso o surgimiento - depende del número de Iribarren. Según, para onda periódicas propagándose en una playa plana, existen dos opciones posibles para el número de Iribarren:
{\displaystyle \xi _{0}={\frac {\tan \alpha }{\sqrt {H_{0}/L_{0}}}}}   o   {\displaystyle \xi _{b}={\frac {\tan \alpha }{\sqrt {H_{b}/L_{0}}}},}
donde 
- H0 es la altura de la ola en alta mar en aguas profundas,
- Hb es el valor de la altura de la ola en el punto de ruptura (donde las olas comienzan a romperse).

Entonces, la dependencia de los tipos de interruptores respecto al número de Iribarren, ya sea ξ0 o ξb, es aproximadamente:
| Tipo de interruptor    | ξ0-rango       | ξb-rango       |
| ---------------------- | -------------- | -------------- |
| Surgiendo o colapsando | ξ0 > 3.3       | ξb > 2.0       |
| Profundo               | 0.5 < ξ0 < 3.3 | 0.4 < ξb < 2.0 |
| Derramando             | ξ0 < 0.5       | ξb < 0.4       |